# スクリュード・アップ・クリック
スクリュード・アップ・クリック （Screwed Up Click）は、U.S.A.のテキサス州ヒューストンを根拠地として活動を続けるアメリカのヒップホップグループである。
サウスのヒップホップでも独特のコミュニティーを持っているヒューストンのヒップホップクルーであり、DJスクリューが中心で90年代に結成される。

## メンバー
- DJスクリュー（DJ Screw）
  - プロデューサー、チョップド･アンド･スクリュード創始者、2000年死去
- リル･キキ（Lil Keke）
- ファット･パット（Fat Pat）
  - ビッグ･ホークとは実の兄弟
- ビッグ･ホーク（Big Hawk）
  - 既婚、息子が2人、2006年死去
- ビッグ･ポーキー（Big Pokey）
  - 2023年死去[1]
- ボタニー･ボーイズ（Botany Boyz）
  - Cノート（C-Note）
  - ウィルレーン（Will-Lean）
  - Dレッド（D-Red）
- ビッグ･ジュット（Big Jut）
- ビッグ･モー（Big Moe）
  - 2007年死去
- ゲリラ・マーブ(Guerilla Maab)
  - Z・ロー（Z-Ro）
  - トレイ（Trae）
  - ダギー・D(Dougie D)
- リル･オー（Lil O）
- ダット･ボーイ･グレイス（Dat Boy Grace）
- サウスサイド･プレイヤズ（Southside Playaz）
  - ティモシー･マゴーン（Timothy McGown）
  - マイクD（Mike D）
  - クレイ･ディー（Clay Doe）
  - ミスター3-2（Mr. 3-2）
- リル･ヘッド（Lil Head）
- リル･サード（Lil 3rd）
- クリスワード（Chris Ward）
- E.S.G
- ウス・ネス（Woss Ness）
  - ビッグ・スティーブ（Big Steve）
  - ビッグ・ビー（Big Bee）
  - ミスタ・ラブ（Mistah Luv）
- ビッグ・メロー（Big Mello）
- リル･フリップ（Lil Flip）
- ヤングスタ（Yungstar）
- ウッド（Wood）
- アルD（Al-D）
  - DJスクリューの実の兄弟
- リル・フレックス(Lil' Flex)
- ビッグ・フロイド (Big Floyd)
  - 2020年死去。フロイドの死は2020年ミネアポリス反人種差別デモを引き起こした。

※現在の所、本人が認めていなくて死後勝手にメンバーと名乗っている者や脱退した者などいて複雑

## チョップド・アンド・スクリュード
アメリカのヒューストンで生まれたヒップホップのトラックのミックスの手法であり、レコードの回転速度を落とし間延びさせることにより陶酔感を生み出す。この手法を生み出したのがスクリュード・アップ・クリックのリーダーであったDJスクリューである。

風邪薬の咳止めシロップをアルコール飲料に溶かして飲んだり、ドラッグの一種（ヒベルナ錠やピレチア錠等）を服用したりする際にこのヴァージョンの曲を聴くことでおこる幻覚状態や無気力的な気分を楽しむ人が増え、流行を博した。しかし2000年にはDJスクリュー自身が咳止めシロップの飲みすぎを遠因とする心臓麻痺で死亡し、アメリカの南部で社会問題になっている。
他にも「Screwed Down」や「Screwston」、「Drug Mix」、「Syrup Mix」等と呼ばれている。

## 参考リンク
- CHOPPED & SCREWED【チョップド＆スクリュード】研究所
- bounce.com内特集ページ